# Ce que parler veut dire
 (avril 2024).
Ce que parler veut dire : L'économie des échanges linguistiques est un essai de Pierre Bourdieu publié en 1982 aux éditions Fayard.

## Contenu
Avec « Ce que parler veut dire », Pierre Bourdieu, professeur de sociologie au Collège de France, entend montrer que le langage ne peut être étudié sans tenir compte des liens avec les mécanismes de pouvoir qui déterminent sa valeur.
La force d'un discours ne dépend pas tant de la puissance intrinsèque des mots, mais de l'autorité du porte-parole.
Cet ouvrage examine la fonction sociale du langage et ses possibilités de violences symboliques, anticipant d'éventuels châtiments physiques ou contraintes dégradantes à terme. L'histoire montre à l'évidence qu'il est fort mal venu d'interrompre une personnalité investie d'un pouvoir supérieur ou même dangereux de contester l'exécution d'un ordre au moment même où il se justifie selon l'autorité qui l'exerce. 
Aux défenseurs d'une esthétique littéraire, supposée communicable et porteuse de valeurs universelles, cette vision du langage oppose un usage de la parole moins pour dire quelque chose sur le monde que pour servir le prestige réel ou supposé du ou des locuteurs dominants. En ressortent des effets de surenchère, de bourse des valeurs des mots où la notion de sens se perd et où tout discours finit par se résumer à un échange de signes plus ou moins valorisants : la fonction principale du discours est alors de signifier l’importance de celui qui le tient dans le cadre d'un système hiérarchique convenu et ainsi renforcé, à la manière de ce que signale Henri Laborit.
Après cette lecture, il reste à observer les dépendants et les misérables qui écoutent la parole dominante. Et à osciller entre impératif et laisser-faire, entre bénédiction et malédiction.  
Le contenu de ce livre est repris et complété par l'auteur dans Langage et pouvoir symbolique, publié en 1991.

## Antécédents
Ralph Waldo Emerson avait auparavant signalé pour sa part un « chagrin », devant l’inauthenticité de la parole politique devenue absolument vide de sens par absence d’un contexte, de pratiques réelles qui permettraient de lui donner un usage effectif.